# عین کرمه (استان طارف)
عین کرمه (استان طارف) (به عربی: عين الكرمة) یک شهرداری در الجزایر است که در استان الطارف واقع شده‌ است.
 عین کرمه  ۱۲٬۱۸۲ نفر جمعیت دارد.